# Tillabéri
Tillabéri è un comune urbano del Niger, capoluogo del dipartimento e della regione omonimi.
Si trova circa 120 chilometri a nord-ovest dalla capitale Niamey, lungo il corso del fiume Niger.